# Parischnogaster timida
Parischnogaster timida är en getingart som först beskrevs av Williams 1928.  Parischnogaster timida ingår i släktet Parischnogaster och familjen getingar. Inga underarter finns listade i Catalogue of Life.